# Jonathan Gottschall
Jonathan Gottschall (20 settembre 1972) è un saggista e teorico della letteratura statunitense specializzato in letteratura evolutiva. 
Insegna al Washington & Jefferson College in Pennsylvania.

## Educazione
Si è laureato in Inglese alla State University of New York at Binghamton, dove lavorò con David Sloan Wilson.

## Teorie
Il suo lavoro lo stupro di Troia: evoluzione, violenza e il mondo di Omero descrive l'Iliade e l'Odissea tramite la psicologia evoluzionista, motivando le violenze contenute nelle opere con la mancanza di giovani donne da sposare per i protagonisti invece che per promesse di fama e bottino.

Il libro L'istinto di narrare: come le storie ci hanno reso umani, ipotizza come il tratto distintivo degli esseri umani sia il bisogno-istinto di narrare storie individualmente e cercando delle condivisioni sociali delle stesse, questa manifestazione delle fantasie ha un'utilità biologica di definizione della realtà con risvolti benefici o anche distruttivi. A supporto della sua tesi di necessità porta gli esempi delle fantasticherie dei bambini, dei sogni, dei racconti orali, teatrali, letterari, massmediatici, social. Il seguito di questo saggio è stato Il lato oscuro delle storie. Come lo storytelling cementa le società e a volte le distrugge che conclude col seguente consiglio.
Ma cercate di non odiare chi le racconta. 
E, per il bene della pace e di voi stessi, non disprezzate il povero fesso che non ha potuto fare a meno di cascarci.»
(Jonathan Gottschall, pag. 212)
Nel saggio Il professore sul ring: Perché gli uomini combattono e a noi piace guardarli, Gottschall racconta la sua esperienza con le arti marziali e come queste gli abbiano aperto nuovi orizzonti sul concetto di violenza, mascolinità e sport.

## Opere
- L'istinto di narrare: come le storie ci hanno reso umani, (2012) ISBN 978-0547391403
- The Rape of Troy: Evolution, Violence and the World of Homer, (2008)
- Literature, Science and a New Humanities, (2008)
- Evolution, Literature and Film: A Reader, (2010) – con Brian Boyd e Joseph Carroll.
- Graphing Jane Austen: The Evolutionary Basis of Literary Meaning, (2012). Co-authored with Joseph Carroll, John A. Johnson, and Daniel Kruger.
- Il professore sul ring: Perché gli uomini combattono e a noi piace guardarli, (2015)
- Il lato oscuro delle storie: Come lo storytelling cementa le società e talvolta le distrugge, (2022), trad.Giuliana Olivero, Bollati Boringhieri, Torino, ISBN 978 88339 4012 0